# Litosphingia
Litosphingia é um gênero de mariposa pertencente à família Bombycidae.